# Marynn Older Ausubelová
Marynn Older Ausubelová (nepřechýleně Marynn Older Ausubel; 1912–1980) byla americká fotografka.

## Životopis
Ausubelová se narodila v New Haven v Connecticutu. Od roku 1938 byla členkou newyorské organizace Photo League. Její práce byla v roce 2009 zařazena na výstavu The Women of the Photo League v Higher Pictures Gallery v New Yorku.
Ausubelová zemřela v roce 1980 v Orlandu na Floridě.
Její dílo je zahrnuto v řadě veřejných sbírek jako jsou například: Muzeum umění Houston, Židovské muzeum, New York a Columbus Museum of Art.